# San Pedro del Monte de Oro (título cardenalicio)
El título cardenalicio de San Pedro del Monte de Oro fue instituido el 13 de abril de 1587 por el papa Sixto V en la constitución apostólica Religiosa. Está enlazado a la iglesia homónima situada en el rione Trastevere de Roma.

## Titulares
- Costanzo da Sarnano, O.F.M. (1587-1595)
- Guido Pepoli (1596-1599)
- Domenico Toschi (1599-1604) y (1610-1620)
- Anselmo Marzato, O.F.M. (1604-1607)
- Maffeo Barberini (1607-1610), futuro papa Urbano VIII
- Cesare Gherardi (1621-1623)
- Giovanni Doria (1623-1642)
- Gil Carrillo de Albornoz (1643-1649)
- Camillo Astalli-Pamphili (1650-1663)
- Celio Piccolomini (1664-1681)
- Marco Galli (1681-1683)
- Leandro Colloredo, C.O. (1686-1689)
- Johannes van Goes (1689-1696)
- Domenico Maria Corsi (1696-1697)
- Baldassare Cenci (1697-1709)
- Antonio Francesco Sanvitale (1709-1714)
- Bernardino Scotti (1716-1726)
- Marco Antonio Ansidei (1728-1729)
- Francesco Scipione Maria Borghese (1729-1732)
- Vincenzo Bichi (1732-1737)
- Joseph Dominicus von Lamberg (1740-1761)
- Leopold Ernst von Firmian (1782-1783)
- Rodolfo de Austria (1819-1831)
- Antonio Tosti (1839-1866)
- Paul Cullen (1866-1878)
- Francisco de Paula Benavides y Navarrete (1879-1895)
- Beato Ciriaco María Sancha y Hervás (1895-1909)
- Enrique Almaraz y Santos (1911-1922)
- Enrique Reig y Casanova (1922-1927)
- Raymond-Marie Rouleau, O.P. (1927-1931)
- Isidro Gomá y Tomás (1935-1940)
- Enrique Plá y Deniel (1946-1968)
- Arturo Tabera Araoz, C.M.F. (1969-1975)
- Aloísio Lorscheider, O.F.M. (1976-2007)
- James Francis Stafford (2008-)